# Аркадий Гайдар
Аркадий Гайдар (на руски: Арка́дий Петро́вич Гайда́р) (истинско име – Голиков; Роден е на 9 януари 1904 г. в Лгов, Курска губерния, убит на 26 октомври 1941 г. край село Леплява, Каневски окръг, Черкаска област) е руски съветски офицер от политическата полиция, детски писател, сценарист и прозаик, журналист, военен кореспондент. Участник в Гражданската и Великата отечествена война. Класик на детската литература, известен предимно с разкази за искреното приятелство и бойното другарство.
Най-известните му литературни произведения са „P.B.C.“ (1925), „Училище“ (1930), „Тимур и неговата команда“ (1940), „Чук и Гек“ (1939) и „Съдбата на барабанчика“ (1938). Творбите му влизат в училищната програма, екранизирани са многократно и преведени на много езици. Специално „Тимур и неговата команда“ фактически поставя началото на тимуровското движение, което има за цел да помага доброволно на ветераните и възрастните хора. Доброволната дейност се извършва от пионерите.
Писателят умира като партизанин в Украйна през 1941 г. Има няколко версии за обстоятелствата на неговата смърт.

## Биография
Роден в семейство на учителите Петър Исидорович Голиков (1879 – 1927) и Наталия Аркадиевна Салкова (1884 – 1924), благородничка, далечна роднина на Михаил Юриевич Лермонтов. Родителите на бъдещия писател участват в революционните събития през 1905 г. През 1908 г. те напускат Лгов. П. И. Голиков служи в отдел за акцизи. През 1910 г. Н. А. Салкова завършва акушерски курсове и за кратко след това работи като акушерка. През 1912 г. П. И. Голиков е назначен в Арзамас. Там Аркадий Голиков живее със семейството си 6 години, до 1918 г.
През Първата световна война баща му е мобилизиран на фронта. Аркадий, тогава още момче, се опитва да избяга на фронта, но е задържан и е върнат в къщи.

## Участие в Гражданската война
През 1918 г. (на 14-годишна възраст) е приет в Комунистическата партия (РКП (б)) като кандидат-член.
Едва 14-годишен, в края на декември 1918 г. е записан в Червената армия, служи като адютант на началника на отбраната и сигурността на всички железници на републиката.
От март 1919 г. учи в 7-и Московски пехотни курсове за обучение на командния състав на Червената армия, след разформироване – в 6-ите Киевски командни курсове.
През май-юни, като част от обединена рота кадети от специален боен отряд, участва в потушаването на кулашки бунтове. Избран е за председател на партийната клетка на курсовете на РКП (б). На 23 август завършва курсовете.
През август-септември е командир на 6-а рота от 2-ри полк от Специалната Желязна бригада на курсантите. През март 1920 г. той става командир на 4-та рота от 303-ти полк на 37-а Кубанска дивизия.
През октомври 1920 г. той е изпратен в Москва на курсове за команден състав. През зимата учи в курсовете „Изстрел“, през февруари 1921 г. завършва предсрочно Висшето стрелково училище към отряда на командирите на полк, а през март 1921 г. поема командването на 23-ти резервен стрелкови полк от 2-ра резервна стрекова бригада на Орловския военен окръг във Воронеж. След това е назначен за командир на батальон на фронта. Освен това той е командир на 58-и отделен полк. Участва в битки на различни фронтове на Гражданската война, ранен е, контузен.